# Tough Mudder

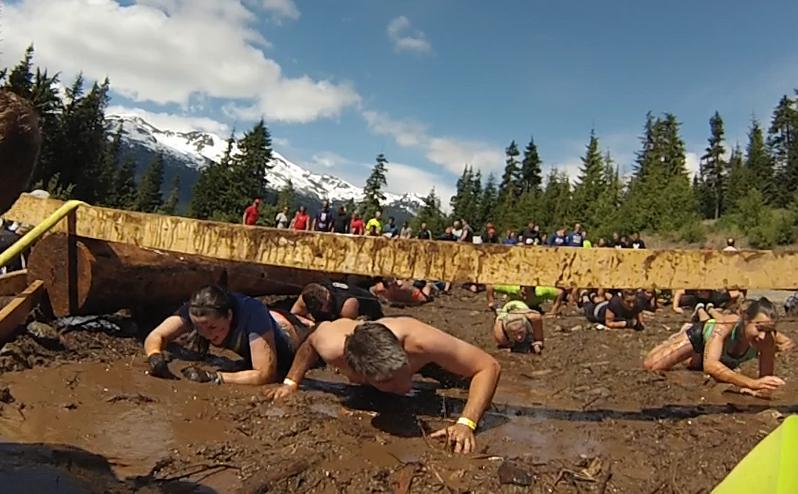
Szene eines Tough-Mudder-Hindernislaufs

Tough Mudder (amerikanische Aussprache: ['tɐfˌmʌdɹ]) ist ein US-amerikanischer Betreiber von Extrem-Hindernisläufen, bei denen Einzelteilnehmer oder Teams versuchen, einen ca. 16–18 Kilometer langen Lauf durch Schlamm und andere Hindernisse zu absolvieren. Die Rennen haben zwischen 10.000 und 15.000 Teilnehmer. Laut Angaben des Veranstalters wurde 2013 die Grenze von einer Million Teilnehmer seit Gründung durchbrochen, 2017 die von drei Millionen.

## Geschichte
Tough Mudder wurde 2010 von den beiden Briten Will Dean und Guy Livingstone gegründet. Dean und Livingstone veranstalteten den ersten Tough-Mudder-Lauf am 2. Mai 2010 in Pennsylvania, USA, mit 4.500 Teilnehmern. Die Idee dazu stammte von dem britischen Tough Guy Race, das Will Dean 2008 bei dessen Gründer Billy Wilson im Detail studierte und dessen Konzepte er teilweise übernahm. Tough-Guy-Veranstalter Billy Wilson warf Dean daraufhin den Bruch von Vertraulichkeitsvereinbarungen vor.  Zwei weitere Veranstaltungen wurden 2010 in Kalifornien und New Jersey abgehalten,  weitere 14 im Jahr 2011 in verschiedenen US-Bundesstaaten. Im Jahr 2013 wurde Tough Mudder erstmals in Deutschland ausgetragen.

## Strecken
Eine typische Tough-Mudder-Strecke ist 16 bis 18 km lang und beinhaltet 20 bis 25 Hindernisse. Das Terrain ist von Strecke zu Strecke unterschiedlich; natürliche Gegebenheiten werden an jedem Austragungsort in das Streckendesign eingebaut, was jede Strecke einmalig macht. Bisher wurden u. a. Bauernhöfe, Motocrossstrecken und Skigebiete als Austragungsorte genutzt.
Die benutzten Hindernisse sind von Strecke zu Strecke unterschiedlich, obwohl es einige markante Hindernisse gibt, die bei beinahe jedem Rennen verwendet werden. Dazu gehören:
- Arctic Enema: Teilnehmer springen in ein mit Eis gefülltes Becken, tauchen unter einem Zaun durch, der durch das Becken verläuft, und ziehen sich auf der anderen Seite wieder aus dem Wasser heraus.[8]

- Electroshock Therapy: Über einem Schlammfeld, welches Teilnehmer durchqueren müssen, um das Ziel zu erreichen, hängen Stromleitungen. Diese stehen mittels eines Weidezaungeräts unter einer Spannung von bis zu 10.000 Volt.[9]

- Funky Monkey: Zwei Klettergerüste sind über einem mit eiskaltem Wasser gefüllten Becken angebracht, in welches Teilnehmer hineinfallen, falls sie den Halt verlieren. Das Gerüst ist mit einer Mischung aus Butter und Schlamm versehen, um den Schwierigkeitsgrad weiter zu erhöhen.[10]

- Everest: Teilnehmer rennen eine mit Schlamm und Fett eingeriebene Quarterpipe hoch.[11]

Im Jahr 2012 gründete Tough Mudder das „Obstacle Innovation Lab“ in New Jersey, USA, wo das Unternehmen neue Hindernisse entwirft und testet.

## Weitere Veranstaltungsformate von Tough Mudder
Neben den klassischen Tough-Mudder-Veranstaltungen hat das Unternehmen im Laufe der Zeit weitere Veranstaltungsformate ins Leben gerufen.

### World’s Toughest Mudder
World’s Toughest Mudder ist das letzte Rennen jeden Jahres des Tough-Mudder-Veranstaltungskalenders. Im Unterschied zu den regulären Tough-Mudder-Events ist World’s Toughest Mudder ein 24-Stunden-Rennen für Männer, Frauen und Teams mit mindestens vier Personen. Während Tough Mudder selbst auch für Hobbysportler geeignet ist, treten bei World’s Toughest Mudder nur Teilnehmer an, die schon mehrere Tough Mudder oder ähnliche Veranstaltungen absolviert haben. Ziel ist es, binnen dieser 24 Stunden möglichst viele Meilen auf dem 5-Meilen-Rundkurs zu absolvieren. Die Sieger der Einzelwertungen werden dabei mit jeweils 10.000 Dollar und die Gewinner der Teamwertung mit insgesamt 12.000 Dollar bedacht. Ryan Atkins, dem Sieger der Jahre 2013 und 2014, gelang es im Jahr 2013 die magische Grenze von 100 Meilen zu durchbrechen. World’s Toughest Mudder 2015 fand am 14. November 2015 in Las Vegas statt.

### Mudderella
Mudderella ist sozusagen eine abgespeckte Version von Tough Mudder und richtet sich ausschließlich an Frauen. Die Strecke ist mit 5–7 Meilen deutlich kürzer als das Original und die Hindernisse wurden speziell von Frauen für Frauen entworfen. Bislang werden Mudderella-Events nur in den USA und in Großbritannien ausgetragen.

### Mini Mudder
Mini Mudder ist in den USA und Großbritannien Teil des Rahmenprogramms von Tough Mudder und Mudderella. Es handelt sich dabei um einen etwa eine Meile langen Hindernis-Parcours für Kinder. Wie bei den Erwachsenen liegt auch hier der Fokus auf Teamwork.

### Urban Mudder
Urban Mudder ist ein etwa fünf Meilen langer Hindernis-Parcours und findet im Gegensatz zum Original nicht in der Natur statt, sondern mitten in der Stadt. Auf Schlamm – dem eigentlichen Hauptelement von Tough Mudder – wird hier verzichtet. Der Parcours ist durch viele Kletterhindernisse geprägt und verlangt den Teilnehmern eine große Geschicklichkeit ab. Der erste Urban Mudder fand am 25. Juli 2015 in New York statt.

## Partnerschaften mit Wohltätigkeitsorganisationen
Tough Mudder hat seit 2010 mit Stand April 2015 schon über 8 Millionen Dollar für karitative Zwecke gesammelt, davon alleine 6,5 Millionen Dollar für das Wounded Warrior Project, welches hilfsbedürftige US-Veteranen unterstützt. Auch in Kanada (ebenfalls Wounded Warrior), Großbritannien (Help for Heroes) und Australien (Legacie) unterstützt Tough Mudder militärisch geprägte Wohltätigkeitsorganisationen. In Deutschland wird hingegen mit Viva Con Agua eine gemeinnützige Organisation unterstützt, die sich für sauberes Trinkwasser einsetzt.

## Sicherheit
Hindernisläufe sind im Allgemeinen mit Gefahren verbunden. Anfangs lag das Mindestalter für Tough Mudder deshalb bei 18 Jahren. Seit 2015 dürfen jedoch auch Jugendliche ab 16 Jahren in Begleitung eines Erwachsenen an den Start gehen.
Am 20. April 2013 kam es in Gerrardstown in West Virginia zu einem tödlichen Unfall, als ein Teilnehmer nach einem Unfall beim Hindernis Walk the Plank mehrere Minuten unbemerkt unter Wasser blieb und kurz darauf starb. Ein daraus resultierender Rechtsstreit mit den Hinterbliebenen wurde außergerichtlich beigelegt.